# 長伸新震旦介
長伸新震旦介（学名：Neosinocythere elongata）为粗面介科新震旦介屬下的一个种。其种加词“elongata”意为“长的”。